# Norderbrarup
Norderbrarup (dänisch: Nørre Brarup) ist eine Gemeinde im Kreis Schleswig-Flensburg in Schleswig-Holstein. Die Orte und Wohnplätze Fischerott (Fiskerød), Rendekier (Rendekjær), Ruruplund (dän. Raaruplund, auch Råruplund), Rurupmühle (Raarupmølle) und Lerchenfeld liegen im Gemeindegebiet.

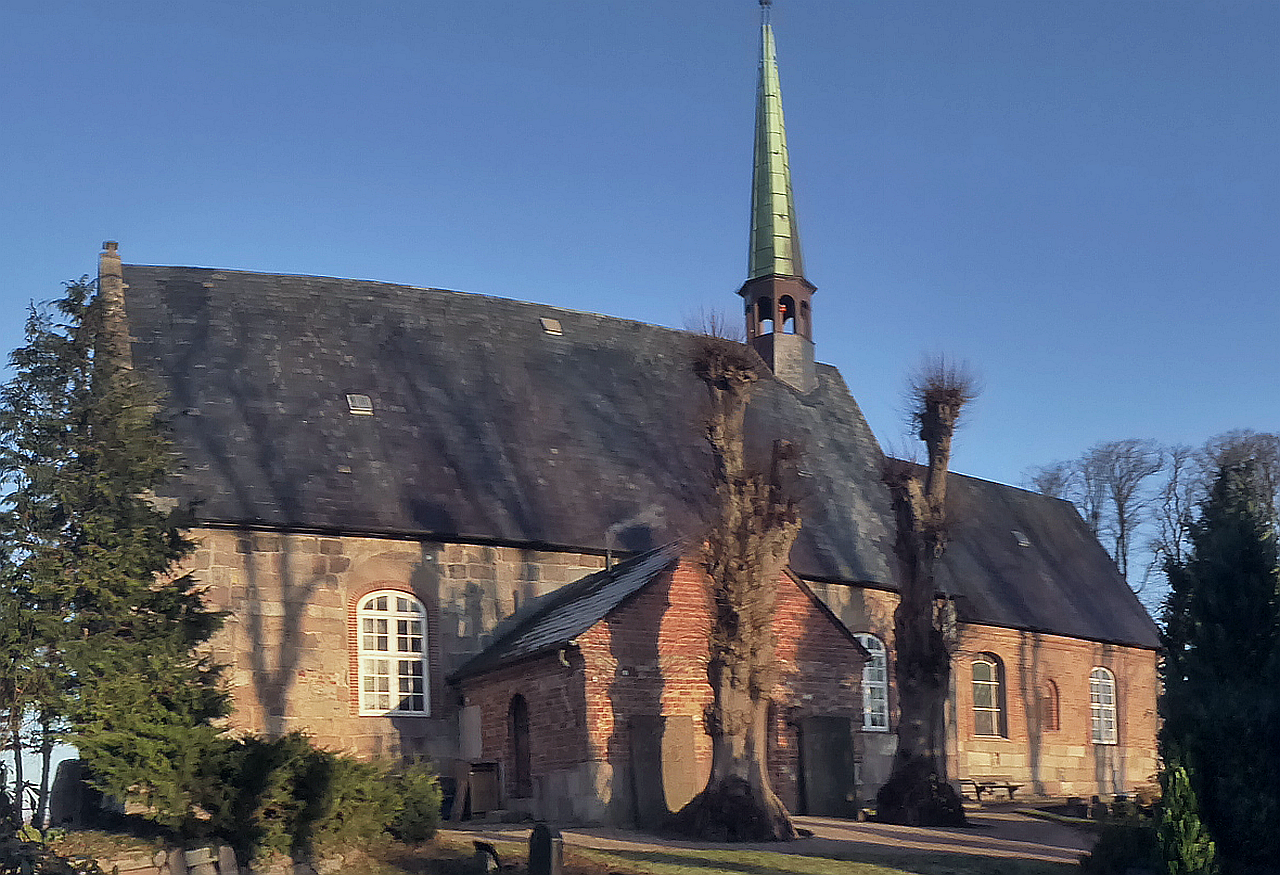
St.-Marien-Kirche Südansicht (2018)

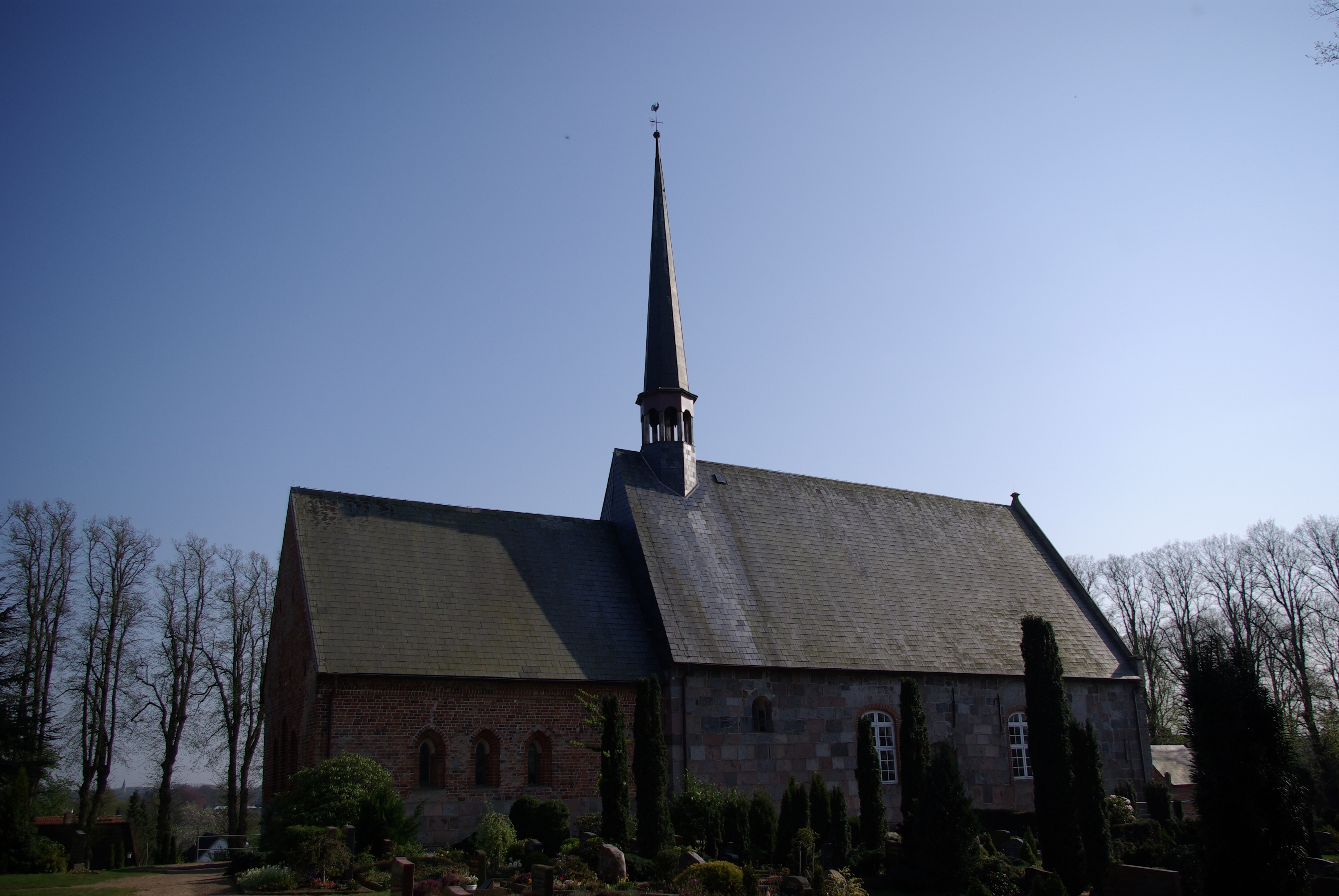
St.-Marien-Kirche Nordansicht (2011)

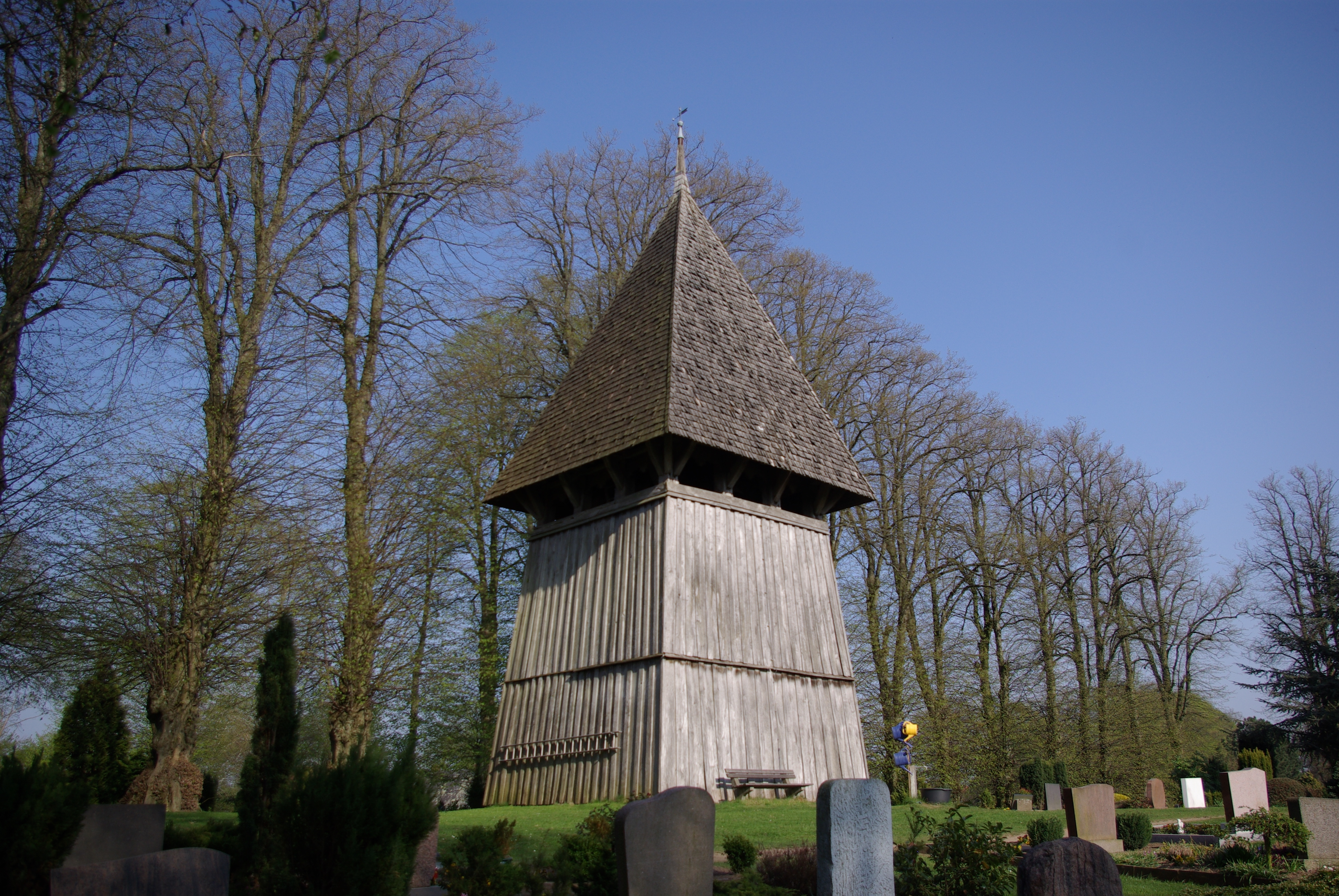
Der Glockenstapel (um 1440)

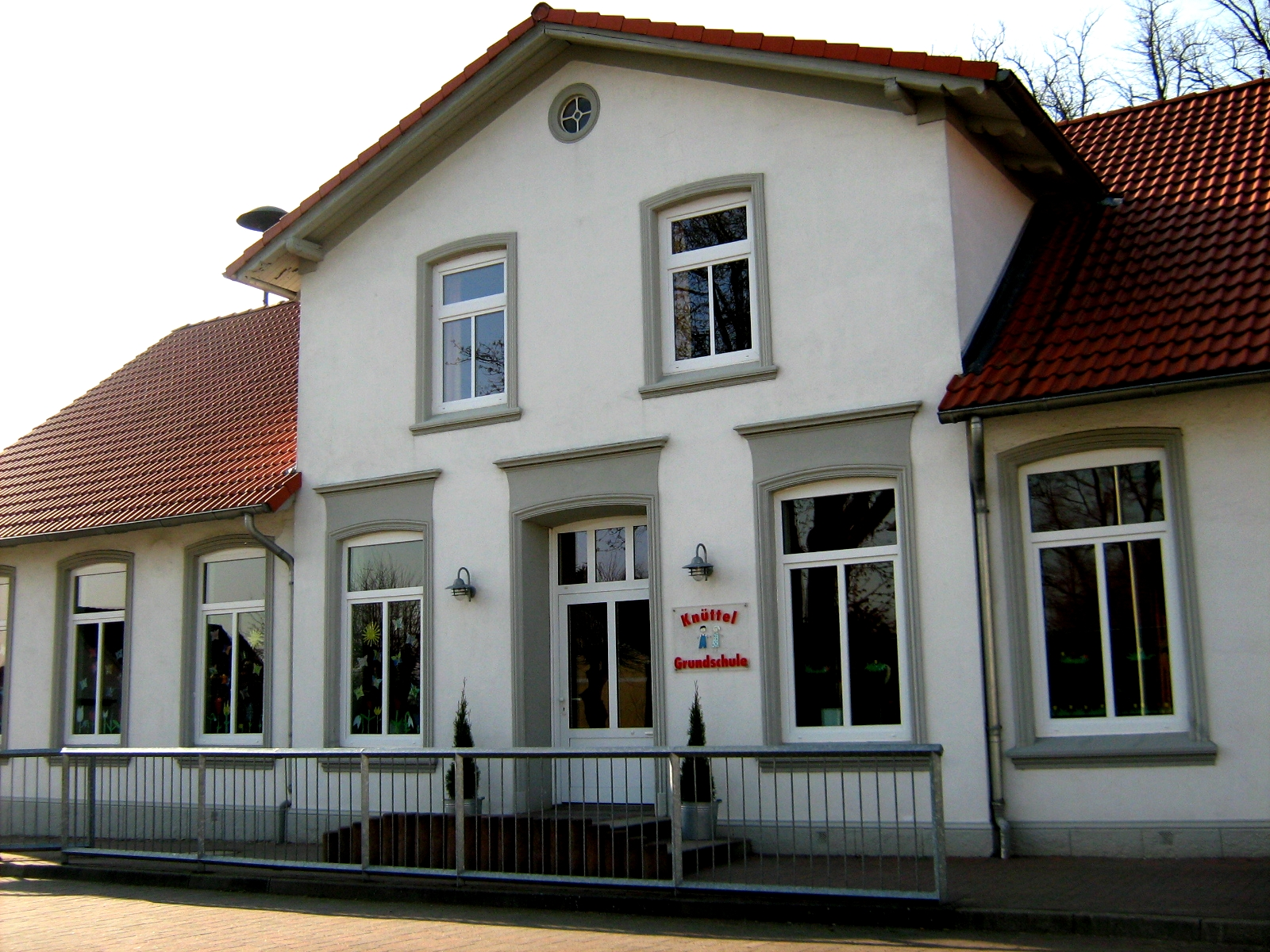
Die Knüttelgrundschule

## Geschichte
Der Name Norderbrarup tauchte zwischen 1445 und 1450 als „Nordbradorp“ erstmals auf. Er bedeutet „nördliches Dorf am Hang“. In Norderbrarup sind mehrere Steingräber erhalten, die in der Jungsteinzeit (4300–2300 v. Chr.) errichtet wurden. Im März 2022 wurde bei archäologischen Ausgrabungen im Vorfeld der Erschließung eines Neubaugebietes in der Nähe der Kirche mit der Grubenhaussiedlung in Norderbrarup die Überreste von mehreren kleinen Häusern aus der Wikingerzeit gefunden, die zusammen mit einigen nahegelegenen Wikingergräbern eine Besiedlung während der Blütezeit von Haithabu belegen.
Norderbrarup bildete ein eigenes Kirchspiel (dän. sogn), zu dem auch die umliegenden Ortschaften Rügge, Saustrup, Scheggerott und Wagersrott gehörten. Es wird angenommen, dass die hoch gelegene Kirche in Norderbrarup früher einmal die Zentralkirche der Schliesharde (Sliherred) gewesen ist, von der aus andere Kirchen gegründet wurden. Später wechselte das Kirchspiel dann die administrative Zugehörigkeit zur  Struxdorfharde (Strukstrup Herred) innerhalb des Amtes Gottorf im Herzogtum Schleswig, dem es bis zum Deutsch-Dänischen Krieg 1864 angehörte.

## Politik

### Gemeindevertretung
Bei der Kommunalwahl am 14. Mai 2023 wurden insgesamt neun Sitze vergeben. Die Kommunale Wählervereinigung Norderbrarup erhielt fünf Sitze und die SPD vier Sitze.

### Wappen
Blasonierung: „Im oben rechts mit einem goldenen Hufeisen, oben links mit einer goldenen Urne belegten, blauen Schild eine erhöhte und abgeflachte goldene Wellenspitze nach Art eines barocken Giebels, darin unter ein blauer Glockenturm, belegt mit einer goldenen Glocke.“
Der „barocke Giebel“ symbolisiert einen Margarethenschrank, der erstmals in Norderbrarup aufgestellt wurde.

## Wirtschaft und Infrastruktur
Die Gemeinde ist vorwiegend landwirtschaftlich geprägt. Es sind neun landwirtschaftliche Betriebe eingetragen (Stand: 2010). Die meisten Einwohner sind Pendler, die in größeren umliegenden Orten arbeiten, einige Einwohner arbeiten auch in Hamburg.
Weil es im selben Gebäude liegt, ist das Thema Knüttelmuseum unmittelbar mit dem Thema Schule verbunden. Bei einer Prüfaktion des Schleswig-Holsteinischen Zeitungsverlages wurde die Knüttelgrundschule als beste im Kreis ausgezeichnet.

## Sehenswürdigkeiten
In der Liste der Kulturdenkmale in Norderbrarup stehen die in der Denkmalliste des Landes Schleswig-Holstein eingetragenen Kulturdenkmale.

### Kirche
Das Wahrzeichen des Dorfes ist die St.-Marien-Kirche, ein Granitquaderbau, der um 1200 im Stil der späten Romanik am Nordrand des Dorfes erbaut wurde. Der Dachreiter stammt von 1625. Bis er 1932 bei einem Sturm abgerissen wurde, enthielt er zwei Glocken. Das Tympanon am Eingang zur Kirche wird von zwei Halbsäulen getragen. Unter der rechten Säule sitzt der Teufel, unter der linken Säule ein Untier, das mit drei Menschen kämpft. Im Tympanon selber ist der segnende Christus in der Mitte mit Petrus – erkennbar am Schlüssel – und Paulus – mit einem Spruchband – abgebildet. Im Kircheninnern sind der gotische Altar von 1450 und das Taufbecken mit reicher Minuskelinschrift von 1486 besonders hervorzuheben.
Neben der Kirche befindet sich ein einzelner Holzglockenturm (Glockenstapel), in dem drei Glocken hängen. Er wurde 2009 vom Landesamt für Denkmalpflege als der älteste Glockenstapel in Angeln und in Schleswig-Holstein mit dem Datum „um 1441“ datiert, wobei theoretisch eine Zeitspanne von 1436 und 1455 angenommen werden muss.
Eine Sage berichtet, dass bei Esgrus, wo sich noch heute das Gut Frauenhof befindet, einst die Burg Kappeshoi stand. Drei alte adlige Damen mit den merkwürdigen Namen Tan Nails, May Hues und Tekkel Jerrekoks, welche dort einst wohnten, sollen einer Sage nach die Stifter der Kirche von Norderbrarup sein, denn sie wollten sich die Zeit für den Kirchgang nach Struxdorf sparen.

### Bernsteinmuseum
In der Nähe des Standortes der Ruruper Wassermühle, die heute im Freilichtmuseum Molfsee – Landesmuseum für Volkskunde in Molfsee steht, befindet sich ein Bernsteinmuseum mit einer Bernsteinschleiferei.

### Knüttel-Museum
Im Knüttelmuseum befindet sich eine Sammlung steinzeitlicher Funde, die ursprünglich der Dorfschule gehört hatte und bei der Schulreform 1968 an das Landesmuseum in Schloss Gottorf weitergegeben wurde. Heute befindet sie sich als Leihgabe des Museums wieder in Norderbrarup. Im Knüttel-Museum sind außerdem Materialien zur Schule und Ortsgeschichte sowie zum Schleswiger Kaltblut ausgestellt.

## Persönlichkeiten
- Jobst von Berg (* 1962), Künstler, lebt und arbeitet in Norderbrarup
- Waldemar Petersen (Pfarrer) (1850–1940)